# HKK Široki
El Hrvatski košarkaški klub Široki, o HKK Široki, es un equipo de baloncesto bosnio que compite en la Liga de baloncesto de Bosnia y Herzegovina, la primera división del país. Tiene su sede en la ciudad de Široki Brijeg. Disputa sus partidos en el Dvorana Pecara, con capacidad para 4500 espectadores.

## Historia
El club nace en 1974 por iniciativa de un profesor de educación física y sus alumnos de secundaria, jugando en distintas categorías de la extinta Yugoslavia. En 1997, ya con la independencia de su país, disputa la primera edición de la Liga de Bosnia y Herzegovina, convirtiéndose en el primer campeón tras derrotar al Bosna Sarajevo en la final.
Desde entonces ha conseguido el título de liga en otras 6 ocasiones, la última de ellas en 2011, derrotando en la final al KK Igokea.

## Palmarés
- Liga de Bosnia y Herzegovina
  - Campeón (11): 1998, 2002, 2003, 2004, 2007, 2009, 2010, 2011, 2012, 2019, 2021

- Copa de Bosnia y Herzegovina
  - Campeón (9): 1998, 2002, 2003, 2004, 2006, 2008, 2011, 2012, 2014

## Jugadores históricos
| - Stipe Šarlija - Gordan Zadravec - Mladen Erjavec - Josip Sesar - Josip Vranković - Martin Vanjak - Damir Vujanović - Stanko Barać - Ivan Tomas - Darko Planinić - Jasmin Perković - Mario Bogdanović - Ivan Grgat - Frano Čolak - Fran Pilepić - Siniša Štemberger - Chester Mason - Greg Newton - Coleman Collins - Cyril Apkomedah | - Darren McLinton - Ime Inyang Odouk - David Crouse - Domagoj Pinjuh - Željko Šakić - Goran Kalamiza - Boris Džidić - Robert Rikić - Vedran Morović - Pero Dujmović - Ivan Opačak - Carlton Carter - Hrvoje Puljko - Domagoj Bošnjak - Vedran Princ - Šime Špralja - Ivan Buva - Ivan Mileković - Josip Naletilić - Ivan Siriščević | - Ivan Ramljak - Boris Barać - Marko Šutalo - Jakov Vladović - Stanko Rezo - Franko Kaštropil - Jurica Ružić - Josip Bilinovac - Drago Pašalić - Matija Češković - Tomislav Petrović - Marin Pestić - Karlo Vragović - Marko Šamanić - Walsh Jordan - Dalibor Peršić - Davor Pejčinović - Anthony Bethel - Jahmar Young - Johnathon Jones - Miro Jurić - Ivan Mimica | - Goran Vrbanc - Marko Žorž - Andrija Šola - Mario Maloča - Željko Župić - Ivan Novačić - Edi Vulić - Dino Butorac - Sharif Fajardo - Jozo Brkić - Rashaun Freeman - Aaron Nixon - Brian Green - Damon Frierson - Gregory Grays - Dan Bowen - Cory Remekun - Martin Junaković - Mateo Drežnjak - Toni Katić - Kevin Braswell - Chris Holm - Jan Močnik | - Ante Đugum - Mateo Drežnjak - Andrija Ćorić - Markus Lončar - Goran Filipović - T.J. Cromer - Dario Drežnjak - Elijah Macon - Kevin Brown - Tihomir Vranješ - Ivan Karačić - Mateo Čolak - Jure Zubac |

## Entrenadores HKK Široki
- Ivica Burić
- Boris Kurtović
- Tihomir Bujan
- Hrvoje Vlašić
- Danijel Jusup
- Josip Vranković
- Ivan Sunara
- Jakša Vulić
- Ivan Velić
- Damir Vujanović
- Romeo Bilinovac
- Mladen Vušković